# Улмска катедрала
Катедралата в Улм (на немски: Ulmer Münster) е лютеранска църква в град Улм, Германия. Фактически не представлява катедрала, тъй като епископът на евангелистката църква на Баден-Вюртемберг, на която принадлежи църквата, се намира в Щутгарт. Завършената през 1890 г. кула на църквата със своите 161,53 метра е най-високата църковна кула в света.